# آلنا کارتاشووا
آلنا کارتاشووا (انگلیسی: Alena Kartashova؛ زادهٔ ۲۳ ژانویه ۱۹۸۲) کشتی‌گیر زن اهل روسیه است.
وی در مسابقات کشوری و بین‌المللی در مجموع برندهٔ ۱ مدال نقره شده‌است.